# Вторая битва при Артуа
Вторая битва при Артуа — неудачное совместное наступление войск Антанты на позиции германской армии, в Артуа, во время Первой мировой войны, 9 мая — 18 июня 1915 года.
В ответ на германское наступление в районе Ипра, союзники подготовили совместное наступление в Артуа. Задачей был прорыв позиционного фронта, чтобы война опять приобрела характер маневренной. Английская армия должна была наступать на Нев-Шапель, французская ― на Аррас, чтобы выйти к Дуэ и захватить господствующие высоты западнее города. Также предусматривались вспомогательные удары отдельных частей английской, французской, а также бельгийской армий.
Операция была обеспечена силами и средствами, французская армия наступала на фронте в 20 км, и должна была прорвать участок в 10 км, британская армия наступала на фронте в 10 км, и атаковала фронт в 6 км. Союзники имели двукратное превосходство над германской армией на участке прорыва.
С 9 мая началась артиллерийская подготовка, которая оказалась весьма успешной, почти на всем участке прорыва окопы первой позиции были сравнены с землей, пулеметы большей частью уничтожены, а укрытия и убежища разрушены. Наступавшие углубились на 2-4 км, в оборону германцев, наиболее успешно действовала дивизия генерала Петена.
Высокий темп атаки вынудил французское командование отвести часть сил назад, потому что наступавшие части оторвались от тылов на большое расстояние (до 12 км.). С 11 мая, германское командование подтянуло на участок прорыва резервы, к 15 мая число германских дивизий возросло до 20. Новые атаки французской армии уже не принесли значительных результатов. Наступление английской армии в районе Нев-Шапеля, провалилось, заняв только первую линию окопов и продвинувшись всего лишь на 600 м, английские войска остановились. К 25 мая генерал Китченер Френч отдал приказ прекратить атаки.
Французская армия с 16 июня по 18 июня провела ещё одно наступление, однако, несмотря на большие потери, добиться существенных результатов французской армии не удалось. В итоге второй операции в Артуа, продолжавшейся с перерывами в течение 6 недель, французы заняли территорию в 7 км по фронту и 3-4 км в глубину, а англичане — 6 км по фронту и 900 м в глубину. В ходе сражения союзники израсходовали огромное количество артиллерийских снарядов (более 2 100 000). Однако задача прорыва не была выполнена. Союзным войскам также не удалось оттянуть германские войска с Восточного фронта на Западный.
Это неудачное наступление ещё раз показало бесперспективность оперативного прорыва ограниченными силами и в одной точке фронта.